# Andrea De Rosa (attore)
Andrea De Rosa (Roma, 28 febbraio 1986) è un attore e drammaturgo italiano.

## Biografia

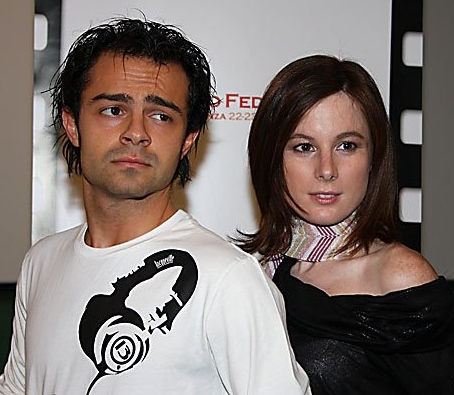
Andrea De Rosa e Sarah Maestri nel 2008

Nato a Roma, dopo la maturità presso l'Istituto Tecnico Industriale nel 2003 inizia a frequentare corsi di recitazione alla «Scuola di cinema» e poi di teatro popolare presso la «Scuola Fiorenzo Fiorentini»; inoltre, frequenta seminari e stage con attori quali Bernard Hiller, Allan Miller e Antonello Liegi. Grazie a quest'ultimo inizia a lavorare in vari teatri aprendo gli spettacoli di noti attori.
Una delle sue passioni è la scrittura; nel 2005 scrive e interpreta, al Teatro Petrolini, i monologhi Parzialmente stremato e Senza peli sulla lingua, riscuotendo un buon successo. Sempre nel 2005 gli viene affidata la parte di "Massi" nel film Notte prima degli esami, regia di Fausto Brizzi. Nel 2006 interpreta di nuovo il personaggio nel film Notte prima degli esami - Oggi. Tra il 2005 e il 2006 è anche protagonista di diversi cortometraggi; inoltre partecipa alla serie tv di Canale 5, Distretto di polizia 6. Nel 2008 lavora ai film Amore, bugie & calcetto, regia di Luca Lucini, e Ultimi della classe, regia di Luca Biglione. Nel 2009 torna sul palco con il monologo La mia generazione dalla A alla Z, messo in scena al Teatro dell'Angelo di Roma. Da questo spettacolo ha poi tratto il libro omonimo edito dalla Graus Editore nel 2010.
Nel gennaio 2012 è autore e interprete del monologo Parolacce al Teatro Nuovo Colosseo di Roma; si tratta di un vero e proprio sfogo sulle difficoltà dei tempi attuali. Un anno dopo esce a gennaio nelle sale cinematografiche con Aspromonte, opera prima di Hedy Krissane, che lo vede coprotagonista nel suo primo ruolo drammatico accanto al comico Franco Neri. È inoltre fra i protagonisti della serie web Youtuber$ - The Series di Daniele Barbiero, in onda una volta a settimana su YouTube dall'ottobre 2012. Nel 2014 insieme a Valeria Nardilli, scrive e interpreta Allontanarsi dalla linea gialla, che va in scena al Teatro Testaccio per due stagioni.

## Carriera

### Cinema
- Notte prima degli esami, regia di Fausto Brizzi (2006)
- Notte prima degli esami - Oggi, regia di Fausto Brizzi (2007)
- Amore, bugie & calcetto, regia di Luca Lucini (2008)
- Ultimi della classe, regia di Luca Biglione (2008)
- Quando si diventa grandi, regia di Massimo Bonetti (2010)
- Com'è bello far l'amore, regia di Fausto Brizzi (2012) - cameo
- Aspromonte, regia di Hedy Krissane (2013)
- Ganja Fiction, regia di Mirko Virgili (2014)
- Non escludo il ritorno, regia di Stefano Calvagna (2014)
- La croce e la stella, regia di Salvatore Lo Piano (2015)
- Maremmamara, regia di Lorenzo Renzi (2017)
- Stato di ebbrezza, regia di Luca Biglione (2018)
- Good Vibes, regia di Janet De Nardis (2023)

### Televisione
- Distretto di polizia 6 - Episodio: Ladri di bambini, regia di Antonello Grimaldi - Canale 5 (2006)
- Crozza Italia Live - Dazzy Days di Maurizio Crozza - La 7 (2008)
- Saturday Night Live from Milano di Giorgio Vignali - Italia 1 (2008)
- Natale a 4 zampe, regia di Paolo Costella - Canale 5 (2012)
- Una pallottola nel cuore, regia di Luca Manfredi - Rai Uno (2014)
- Innamorati di me, regia di Nicola Prosatore (Sky) (2017)
- Rocco Schiavone 2, regia di Giulio Manfredonia - Rai Due, episodio 2x01 (2018)

### Teatro
- Parzialmente stremato (2005) - di Andrea De Rosa - Teatro Petrolini (Roma)
- Quando Roma era più piccola (2005) di Fiorenzo Fiorentini - Regia di Roberta e Monica Fiorentini - Auditorium della Conciliazione (Roma)
- Senza peli sulla lingua (2005) - di Andrea De Rosa - Teatro Petrolini (Roma)
- La mia generazione dalla A alla Z (2009) - di Andrea De Rosa - Teatro Dell'Angelo (Roma)
- Parolacce (2012) - di Andrea De Rosa - Teatro Nuovo Colosseo (Roma)
- Allontanarsi dalla linea gialla (2014) - di Nardilli & De Rosa
- Psicomico (2016) - di Andrea De Rosa
- Mise en éspace (2016) di Patrizia Sisti - Regia di Beatrice Messa
- Psicomico Revolution (2017) di Andrea De Rosa
- Qualcuno di troppo (2018) di Andrea Lo Vecchio e Mario Biondino - Regia di Flavio Marigliani
- Vitalico bulimico (2019) di Andrea De Rosa
- La stanza delle piume viola (2019) di Bonini-De Rosa-Papagno - Regia di Ottavia Bianchi
- Coffeeshop (2020) di Andrea De Rosa
- Bunker sulle nuvole (2023) di Andrea De Rosa
- Tutti tranne lui (2024) di Andrea De Rosa

### Videoclip
- Trying to Understand Youdei Jesters and Killers (2016)
- Ancora un po' dei Gemelli DiVersi (2008)
- Superamore di Gigi D'Alessio, regia di Gaetano Morbioli (2008)

### Web Series
- Youtuber$ - The Series, regia di Daniele Barbiero (2012)
- Il Camerlengo, regia di Marco Castaldi (2015)
- 6ix, (Episodio: Ivel) , regia di Costa, Pisani, Castaldi

### Cortometraggi
- Chi è Luca? (2005)
- Prendila così, regia di Moussa Sow (2005)
- Non possiamo farne un dramma, regia di Andrea De Rosa e Gianni Catani (2006)
- Ganja Fiction, regia di Mirko Virgili (2008)
- Fulgenzio, regia di Aldo Iuliano (2011)
- Dietro la (qual) facciata, regia di Marco Miscione e Simone La Rana (2011)
- Toy, regia di Aiman Sadek (2012)
- Disturbi di frequenza, regia di Massimo Montinaro (2013)
- Cani rabbiosi, regia di Luca Papa (2014)
- 3,2,1..., regia di David Angelelli (2014)
- Un arbitro in fuori gioco, regia di Andrea Gentile e Max Licchelli (2015)
- Vibrazioni, regia di Clemente Meucci (2016)
- Solo un Crodino, regia di Matteo Fischetti (2025)

### Libri
- La mia generazione dalla A alla Z - Dizionario di un comico incazzato, Napoli, Graus Editore, 2010. ISBN 978-88-8346-234-4